# Jacob Höppner
Jacob Höppner (1748–1826), fue uno de los dos delegados selecciondos por la comunidad menonita de Danzig, Prusia, para viajar al sur de Rusia y evaluar la tierra a lo largo de río Dniéper cerca de Jortytsia como un posible asentamiento. Los menonitas fueron invitados por Catalina II de Rusia para colonizar el territorio recientemente ganado al Sultán de Imperio otomano, tal como también hizo con los que luego serían conocidos como alemanes del Volga, y más tarde con los que serían conocidos como alemanes del mar Negro, entre otros grupos de alemanes. Los edictos de la emperatriz tenían, entre otras condiciones, que todos debían ser estrictamente cristianos; luego se radicarían en aldeas de acuerdo a su religión (católicos en determinadas aldeas, luteranos en otras y menonitas en otras, nunca se mezclaron). La totalidad del territorio de Ucrania no albergaba más de tres millones de personas. Por esa razón, se invitó a colonos de Europa Occidental para venir a vivir a estas tierras.
Los agentes rusos de colonización promocionaron la disponibilidad de tierras de la corona a la gente por toda Europa. Uno de ellos era Georg von Trappe, que visitó a los menonitas de Danzig en 1786. Las congregaciones menonitas eligieron a Höppner y a Johann Bartsch, a quienes Von Trappe envió a Rusia con los gastos cargados al gobierno. Partieron en otoño de 1786, zarpando primero a Riga, y luego campo a través hasta llegar al río Dniéper a finales de noviembre. Desde aquí navegaron río abajo buscando un lugar adecuado. Se encontraron con Grigori Potiomkin en Kremenchuk y fueron presentados a Catalina en mayo, que por ese tiempo estaba inspeccinando sus nuevos territorios. Habiendo encontrado un buen sitio para la colonia, volvieron posteriormente a casa por San Petersburgo, donde se encontraron con Príncipe Coronado Pablo, quien confirmó las promesas hechas por Von Trappe. Su retorno a Danzig fue retrasado porque Höppner se rompió una pierna.

## Rusia
Al año siguiente, 228 de las más pobres familias de la comunidad menonita de Danzig, se embarcaron en una expedición desde Prusia al pedazo de tierra prometida en Rusia bajo el liderazgo de Höppner y Bartsch. El viaje de Dánzig a Riga significaba 300 millas en barco por el Mar Báltico, y luego 900 millas en caravana a Jortytsia. A la dificultad de colonizar la estepa hay que añadir la desaparición de propiedades personales y materiales de construcción mandados por el gobierno en la ruta al asentamiento. Así, muchas familias tuvieron que subsistir construyendo sencillos refugios, siendo únicamente Höppner y Barttsch los únicos capaces de erigir viviendas firmes. Los dos hombres fueron acusados de quedarse parte del dinero que el gobierno les había otorgado para uso de la comunidad. Ambos fueron excomulgados por la iglesia. A Höppner le entregaron a la justicia del gobierno ruso y pasó casi un año en la cárcel. Posteriormente Höppner y su familia fueron admitidos como ciudadanos de la cercana Alexandrovsk (la presente Zaporizhia), asentándose en la Isla de Jortytsia en el río Dniéper y llegando a ser parte activa de la vida de la colonia menonita rusa en la nueva colonia, uniéndose a otra congregación menonita.
Höppner arregló sus voluntades para ser enterrado en su propia finca, en lugar de en el cementerio menonita, donde estaría entre la gente que tantos problemas le había causado. En 1889, fue erigido un monumento en su tumba por los bisnietos de los colonos que le habían metido en la cárcel para conmemorar el centenario de la colonia. El monumento fue trasladado al Pueblo de Herencia Menonita de Steinbach (Manitoba).